# Duizend en eenige hoofdstukken over specialiteiten
Duizend en eenige hoofdstukken over specialiteiten is een satirische verhandeling van Multatuli uit 1871 die waarschuwt tegen het gevaar van het specialistendom. Het is een van de geestigste werken van Multatuli.